# De Waakzaamheid
De Waakzaamheid was een herberg in Koog aan de Zaan in de 17e eeuw. Hij ligt naast de voormalige Koogersluis aan de dijk langs de Zaan. In 1626 werd het voor het eerst genoemd als herberg, op dat moment nog onder de naam "De Jonge Prins". Het pand is thans een rijksmonument.

## 20e eeuw
Voor de Eerste Wereldoorlog was De Waakzaamheid van Cornelis Ero, die er in 1907 een kolfbaan bij liet aanleggen. Cornelis Ero overleed in 1918 aan de Spaanse griep, waarna de herberg aan de Hoogstraat werd overgenomen door zijn broer, Hendrik Ero en diens Franse echtgenote Louise Ero-Chambon. 
Een belangrijke gebeurtenis vond plaats op 29 januari 1935, de dag waarop Anton Mussert er een propaganda-avond organiseerde. Deze werd gevolgd door een protestmars waaraan een honderdvijftigtal communisten deelnam.
Hendrik en Louise Ero waren Oranjegezind en speelden een grote rol in het verzet tijdens de Tweede Wereldoorlog. Zij werden lid van de verzetsgroep van Han Stijkel en de leden van de Stijkelgroep kwamen bijeen in De Waakzaamheid. Het echtpaar werd in 1942 gearresteerd en in Berlijn ter dood veroordeeld. Hendrik werd in 1943 gefusilleerd, Louise overleed in 1944 in Ravensbrück.
Na de oorlog werd er veel jazz gespeeld. De Swing Society Zaanstreek organiseerde in 1950 een internationaal jazzfestival met optredens van  Engelse band van Vic Lewis, het Deense orkest van Peter Rasmussen, de Engelse Ronnie Chaimberlain's Bopgroup en de Nederlandse King Slam Spots. Billy Holiday trad er in 1954 op. Tot 21 juni 2008 deed de Waakzaamheid dienst als disco.

## 21e eeuw
In 2010 deed De Waakzaamheid mee aan het tv-programma Het Mooiste Pand van Nederland, waarbij het de finale bereikte. 

In 2012 vestigde restaurant De Vijfde Smaak zich in het pand. 
Per 2022 is het gebouw in gebruik als Indiaas-Nepalees restaurant onder de naam Kathmandu Kitchen.

## Galerij

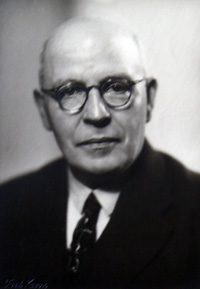
Hendrik Ero (in 1935)
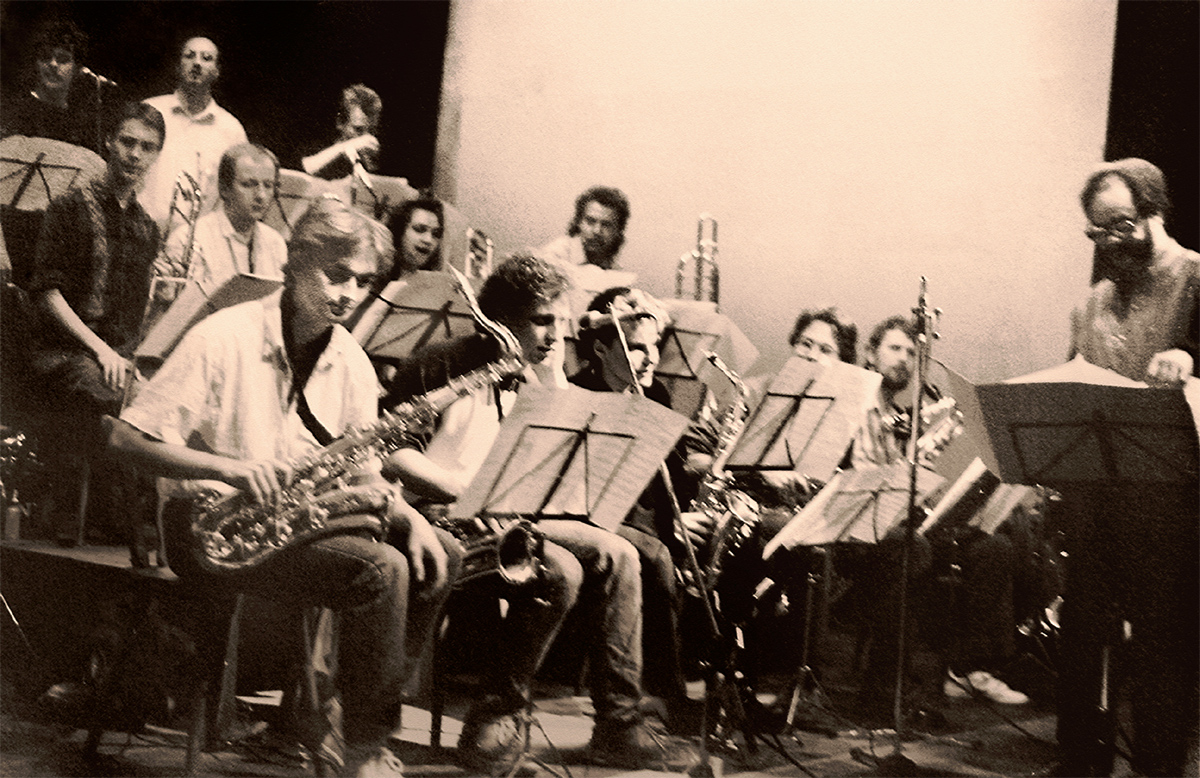
Optreden van Billy Brooks in De Waak in 1986

## Naamgenoot
De Waakzaamheid is tevens de naam van een plantage in de voormalige westelijke kolonie Berbice.